# Imunidade parlamentar
Imunidade parlamentar, também conhecida como imunidade legislativa, é um sistema no qual membros do parlamento ou da legislatura recebem imunidade jurídica, não podendo ser processados criminalmente. Antes de ser processado, é necessário que a imunidade seja removida, geralmente por um tribunal de justiça superior ou pelo próprio parlamento. Isso reduz a possibilidade de pressionar um membro do parlamento a mudar seu voto por medo de ser processado.
Em países que adotam o sistema Westminster, como o Reino Unido e o Canadá, um mecanismo semelhante é chamado de privilégio parlamentar. No entanto, diferentemente da imunidade parlamentar, os parlamentares não têm imunidade de processo criminal. Essa falta de imunidade criminal decorre do princípio fundamental da Constituição britânica de que todos são iguais perante a lei.

## Por país

### Alemanha
O artigo 46 da Constituição da Alemanha declara: "Em nenhum momento um membro poderá ser submetido a processos judiciais ou ações disciplinares ou, de outra forma, ser chamado a prestar contas fora do Bundestag por um voto expresso ou por qualquer discurso ou debate no Bundestag ou em qualquer de seus comitês," com exceções feitas para "insultos difamatórios". O Bundestag pode votar para aumentar a imunidade de membros específicos e permitir a instauração de processos em casos relacionados a supostas atividades criminosas. O Bundestag também pode ordenar a suspensão ou detenção de um membro. Nenhuma lei federal concede irresponsabilidade ou inviolabilidade aos membros do Bundesrat, o parlamento composto por representantes dos governos dos 16 estados (Länder) que os designam e os demitem.
Os estados da Alemanha também têm procedimentos semelhantes para seus órgãos legislativos.

### Brasil
A Constituição Brasileira concede imunidade parlamentar a membros da Câmara dos Deputados e do Senado. No Brasil, isso não se aplica aos crimes cometidos antes da posse do deputado. Os membros do parlamento podem ser presos apenas por crimes cometidos em flagrante por um crime sem possibilidade de fiança. Essas prisões podem ser anuladas por uma votação no plenário da casa do Congresso Nacional a qual o parlamentar pertence.
Os procedimentos criminais podem ser suspensos por crimes cometidos somente depois que um parlamentar inicia seu mandato, e os pedidos de suspensão precisam ser aprovados pela maioria dos membros do Parlamento. Membros do Congresso Nacional e outros políticos de alto escalão são processados e julgados exclusivamente pelo Supremo Tribunal Federal, em oposição aos tribunais inferiores.
Até 2007, nenhum político brasileiro foi condenado pelo Supremo Tribunal Federal por nenhum crime desde que a imunidade parlamentar foi instituída em 1988. Após o Escândalo do Mensalão em 2005, em 24 de agosto de 2007, o Supremo Tribunal Federal aceitou as acusações de 40 indivíduos.
Segundo estudo dos pesquisadores Karthik Reddy, Moritz Schularick e Vasiliki Skreta, o Brasil é considerado, junto com os três outros países que fazem parte do Mercosul (Argentina, Paraguai e Uruguai), um dos países que mais concede imunidades legais a seus parlamentares.

### Chile
A Constituição do Chile estabelece que os deputados e senadores são invioláveis pelas declarações feitas durante as sessões no plenário ou na comissão (art. 61 inc. 1°). Da mesma forma, indica que um parlamentar só pode ser processado criminalmente após declaração em segunda instância da Corte de Apelações da região onde o delito foi cometido, qual deve ser instaurada uma ação contra o parlamentar protegido pela imunidade, exceto no caso de crime em flagrante (art. 61 inc. 2° e 3°). A declaração de aceitação do processo faz com que o parlamentar seja suspenso das suas funções (art. 61 inc. Final). O procedimento, denominado desafuero (em uma tradução livre, 'retirada da imunidade'), é previsto nos arts. 416 a 422 do Código de Processo Penal do Chile.

### Espanha
Na Espanha, os deputados e senadores, além de legisladores que atuam nas administrações regionais e alguns membros da Família Real Espanhola recebem 'aforos', tornando-se assim 'aforados' (em uma tradução livre, 'protegido por foro') e gozam de privilégios concedidos na Constituição da Espanha. Os privilégios de filiação dessas organizações auto-reguladoras refletem-se nas seguintes prerrogativas parlamentares:
- Inviolabilidade: Os legisladores não podem ser processados judicialmente por opiniões expressas ou votos expressos no exercício de suas funções oficiais (Artigo 71.1 da Constituição Espanhola de 1978).
- Imunidade: Os legisladores só podem ser detidos em flagrante delito e, portanto, autores e promotores devem solicitar autorização da assembleia na qual o acusado é eleito antes de iniciar qualquer processo legal (artigo 71.2 da Constituição Espanhola de 1978). embora a autoridade final seja do Supremo Tribunal da Espanha
- Jurisdição específica: Os parlamentares só podem ser julgados em primeira instância pelo Supremo Tribunal, uma prática que foi criticada por potencialmente minar qualquer direito de apelação a um tribunal superior.

Em 2019, existiam 17.600 pessoas na Espanha com imunidade parlamentar, entre políticos, juízes, fiscais e membros de diversas instituições.

### Grécia
Os membros do Parlamento Helênico estão imunes a processo criminal, prisão ou detenção durante o exercício do cargo, com exceção dos crimes cometidos em flagrante. Eles também estão imunes de fornecer qualquer informação a qualquer autoridade sobre suas funções legislativas e deliberações. No entanto, tanto a Constituição da Grécia como as Ordens Permanentes permitem que o Ministério Público solicite ao Parlamento o levantamento da imunidade de um deputado para um crime específico, através de votação aberta pelos deputados Os crimes cometidos por membros do Gabinete (incluindo não deputados) ou pelo Presidente da República são primeiro investigados por uma comissão parlamentar ad hoc e os deputados devem votar as recomendações da comissão. Se o parlamento determinar que há provas suficientes para o processo, um Tribunal Especial ad hoc é criado.

### Itália
A imunidade parlamentar na Itália foi definida pelo artigo 68 da Constituição, que estipula que “os membros do Parlamento não podem ser chamados a responder pelas opiniões expressas e pelos votos expressos por eles no exercício de suas funções.” As disposições de implementação da imunidade parlamentar na Itália são regidas pela Lei nº 140, de 20 de junho de 2003. Esta última elabora uma lista não exaustiva dos atos cobertos por essa imunidade: apresentação de projetos de lei ou propostas legislativas; apresentação de emendas e moções relacionadas à agenda; propostas de resolução e outras intervenções "relacionadas" com a atividade parlamentar, incluindo as realizadas fora do Parlamento. Essa imunidade foi limitada em 1993, mas alguns abusos continuaram; portanto, no julgamento final, a palavra do Tribunal Constitucional anula frequentemente as decisões do Parlamento para proteger seus membros, dando sinal verde às atividades do judiciário na proporção de oito para um.

### Suíça
Na Suíça, há uma Comissão de Assuntos Jurídicos (CAJ) em cada uma das casas da Assembleia Federal (a comissão possui 25 membros no Conselho Nacional e 13 membros no Conselho dos Estados), 10 que são competentes no caso de levantamento da imunidade parlamentar. Além dessa comissão, o Conselho Nacional também possui uma chamada comissão especial temporária, a Comissão de Imunidade do Conselho Nacional, que é exclusivamente competente neste caso.

### Uruguai
O artigo 114 da Constituição do Uruguai estabelece que "Nenhum senador ou representante, desde o dia de sua eleição até o dia do fim do mandato, pode ser acusado criminalmente, nem mesmo por crimes comuns que não são os detalhados no artigo 93, a não ser por sua respectiva Câmara, que, por dois terços de votos do total de seus componentes, decidirá se há espaço para a formação de uma causa e, nesse caso, declarará suspensão em suas funções e estará à disposição do Tribunal competente."